# Familia Astor

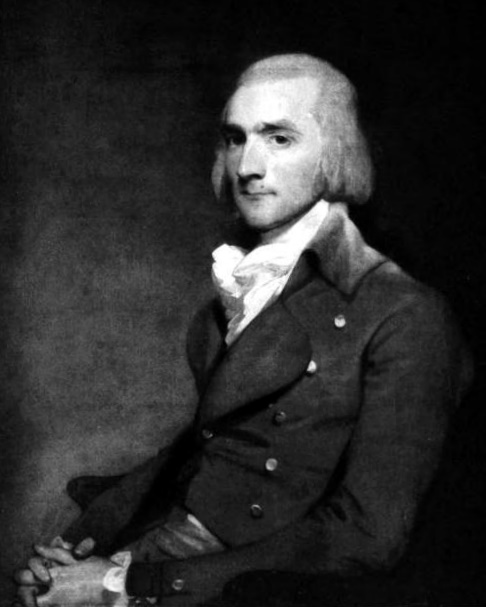
John Jacob Astor.

La familia Astor fue una familia que alcanzó prominencia en los negocios, la sociedad y la política en Estados Unidos y el Reino Unido durante los siglos XIX y XX. Con raíces ancestrales en los Alpes italianos, los Astor se establecieron en Alemania, apareciendo por primera vez en América del Norte durante el siglo XVIII con John Jacob Astor, una de las personas más ricas de la historia.

## Miembros fundadores de la familia
John Jacob Astor (nacido como Johann Jakob Astor) fue el más joven de los cuatro hijos nacidos del carnicero Johann Jacob Astor (1724-1816) y su esposa María Magdalena vom Berg (1730-1764). John y su hermano mayor George (nacido Georg; 1752-1813), conocidos como 'George & John Astor', eran flautistas, quienes llegaron a Inglaterra cerca de 1778 desde Walldorf, Alemania. Mientras trabajaba en Inglaterra, John aprendió a hablar inglés y anglicanizó su nombre. En 1783, John Jacob se fue a Baltimore, Maryland, y estuvo activo primero como vendedor de instrumentos de viento de madera, y luego trabajó en Nueva York como comerciante de pieles, pianos y bienes raíces. Después de mudarse a Nueva York, John conoció y se casó con Sarah Cox Todd (1762-1842). Sarah era la hija de los inmigrantes escoceses Adam Todd y Sarah Cox. 
Sarah trabajó junto a su esposo como consultora, y fue acusada de brujería después de su éxito con la compañía en 1817. Las acusaciones nunca condujeron a acciones legales. Tuvieron ocho hijos, incluido el poeta ocasional John Jacob Astor Jr. (1791-1869) y el empresario inmobiliario William Backhouse Astor Sr. (1792-1875). La empresa de comercialización de pieles de John Jacob estableció un puesto comercial en el Río Columbia en Fort Astoria en 1811, la primera comunidad de los Estados Unidos en la costa del océano Pacífico. Fue el financiador de la expedición por tierra de Astor en 1810-1812 para llegar al puesto de avanzada, que estaba en el entonces disputado País de Oregón. 
El control de Fort Astoria jugó un papel clave en los reclamos territoriales de los británicos y estadounidenses en la región. John y el hermano de George, Henry (nacido Heinrich; 1754-1833) también emigraron a América. Era un entusiasta de las carreras de caballos y compró un semental de gran renombre, que había sido traído desde Inglaterra a América en 1788. El caballo se convirtió en el padre fundador de todos los caballos de raza Standardbred en los Estados Unidos en la actualidad. El tercer hermano, Melchior, permaneció en Alemania. Durante el siglo XIX, los Astor se convirtieron en una de las familias más ricas de Estados Unidos. 
Hacia el final de ese siglo, parte de la familia se mudó a Inglaterra y alcanzó gran prominencia allí. Durante el siglo XX, el número de Astor estadounidenses comenzó a disminuir, pero su legado sigue vivo en sus muchas obras públicas, incluida la Biblioteca Pública de Nueva York. Los descendientes ingleses de los Astor poseían el título hereditario: Barón Astor luego elevado a Vizconde Astor. Mientras muchos miembros de la familia Astor se habían unido a la Iglesia Episcopal, John Jacob Astor permaneció como miembro de la congregación reformada hasta su muerte.

## Lugares con el nombre de la familia
Durante muchos años, los miembros de la familia Astor fueron conocidos como "los propietarios de Nueva York". Sus homónimos en la ciudad de Nueva York son el famoso Hotel Waldorf-Astoria, el Astor Row, el Astor Court, la Astor Place y la Astor Avenue en el Bronx, donde los Astor solían tener establos de caballos. El barrio de Astoria, Queens, lleva también el nombre de la familia. Más allá de la ciudad de Nueva York, el apellido Astor está impreso en gran parte de la historia y la geografía de los Estados Unidos. 
Hay ciudades relacionadas al nombre Astor en los estados de Florida, Georgia, Iowa y Kansas, además de en Illinois, Misuri y Oregón. Hay un barrio llamado Astor Park justo al sur del centro de Green Bay, Wisconsin. En el corazón de este vecindario hay un parque (también llamado "Astor Park"); la familia Astor donó este terreno para la construcción de una escuela comercial. 
Los Astor también fueron prominentes en la Isla Mackinac, Míchigan, y en Newport, Rhode Island, con su casa de verano, Beechwood. En el Grand Hotel de Mackinac Island están las The Lord y Lady Astor Suites y, además, el salón del hotel se llama Astor's. 